# Bebearia guineensis
Bebearia guineensis är en fjärilsart som beskrevs av Felder 1867. Bebearia guineensis ingår i släktet Bebearia och familjen praktfjärilar. Inga underarter finns listade i Catalogue of Life.